# Erzeugungs- und Vernichtungsoperator
Die Erzeugungs- und Vernichtungsoperatoren sind der Kern eines eleganten Lösungsansatzes der Schrödingergleichung des harmonischen Oszillators. Diese Operatoren können auch dazu benutzt werden, Probleme mit quantenmechanischem Drehimpuls einfacher zu lösen (siehe Drehimpulsoperator). Ferner finden die Erzeugungs- und Vernichtungsoperatoren Verwendung bei der Quantisierung von Feldern (der sogenannten zweiten Quantisierung oder Besetzungszahl-Darstellung).
Es gibt eine Vielzahl alternativer Bezeichnungen wie Leiteroperatoren, Kletteroperatoren, Aufsteige- und Absteigeoperatoren sowie Hebe- und Senkoperatoren. Statt „Erzeugungsoperator“ wird manchmal auch Erschaffungsoperator verwendet. Im deutschsprachigen Raum werden darüber hinaus auch die Operatoren {\displaystyle \sigma _{+}} und {\displaystyle \sigma _{-}}, die die Zustände eines Atoms ändern, als Erzeugungs- bzw. Vernichtungsoperatoren bezeichnet.
Das Problem des harmonischen Oszillators in der Quantenmechanik lässt sich mithilfe der Methode der Erzeugungs- und Vernichtungsoperatoren behandeln, die auch algebraische Methode genannt wird. Sie wurde hauptsächlich von Paul Dirac entwickelt. Für diesen Lösungsweg definiert man zwei Operatoren {\displaystyle {\hat {a}}} und {\displaystyle {\hat {a}}^{\dagger }}, die einem Oszillator jeweils ein Energiequant {\displaystyle \hbar \omega } entziehen oder hinzufügen. Deswegen werden sie Vernichtungs- und Erzeugungsoperator genannt.
Das Zirkumflex ({\displaystyle {\hat {}}}-Symbol) über dem {\displaystyle a} symbolisiert, dass es sich dabei um einen Operator handelt. Damit gelten nicht dieselben Rechenregeln wie für Skalare, denn die Reihenfolge von Operatoren lässt sich beispielsweise im Allgemeinen nicht vertauschen. Im Folgenden wird auf das Zirkumflex-Symbol zugunsten der Übersichtlichkeit verzichtet, wenn nichts anderes gesagt ist. Alle lateinischen Großbuchstaben, mit Ausnahme von {\displaystyle E_{n}}, den Energieeigenwert darstellend, sind Operatoren.

## Definition
Man definiert den Erzeugungsoperator {\displaystyle a^{\dagger \,}} und den dazu adjungierten Vernichtungsoperator {\displaystyle a^{\,}} über folgende Vertauschungsrelationen mit dem Besetzungszahloperator (der auch Teilchenzahloperator genannt wird) {\displaystyle N:=a^{\dagger }a}:
{\displaystyle [N,a]=-a\ ,\quad [N,a^{\dagger }]=a^{\dagger }}
Der Besetzungszahloperator {\displaystyle N} ist ein hermitescher Operator und hat daher reelle Eigenwerte {\displaystyle n}. Die zugehörige Eigenwertgleichung lautet:
{\displaystyle N\left|n\right\rangle =n\left|n\right\rangle }
wobei {\displaystyle \left|n\right\rangle } Fock-Zustände sind.
Die Besetzungszahl {\displaystyle n} ist eine nichtnegative ganze Zahl, also {\displaystyle n\in \mathbb {N} _{0}}. Bei Fermionen ergibt sich hier noch eine Einschränkung auf die Werte 0 und 1.
Durch Anwendung von {\displaystyle a^{\dagger }} bzw. {\displaystyle a^{\,}} auf den Zustand {\displaystyle \left|n\right\rangle } erhält man den darüber- bzw. den darunterliegenden Zustand:
{\displaystyle a^{\dagger }\left|n\right\rangle =c_{n}^{+}\left|n+1\right\rangle }
{\displaystyle a\,\left|n\right\rangle =c_{n}^{-}\left|n-1\right\rangle }
Die Konstanten {\displaystyle c_{n}^{+}} und {\displaystyle c_{n}^{-}} sind davon abhängig, ob {\displaystyle a^{\,}} und {\displaystyle a^{\dagger }} die Kommutator- oder Antikommutator-Vertauschungsrelation erfüllen.

### Details
Im Folgenden werden verschiedene Eigenschaften von {\displaystyle N} abgeleitet. Die Eigenzustände {\displaystyle \left|n\right\rangle } seien normiert.
- Der Besetzungszahloperator ist hermitesch, also selbstadjungiert:

{\displaystyle N^{\dagger }=(a^{\dagger }a)^{\dagger }=a^{\dagger }a^{\dagger \dagger }=a^{\dagger }a=N}
Somit hat {\displaystyle N} reelle Eigenwerte, die Besetzungszahlen {\displaystyle n}.
- Die Eigenwerte sind nicht negativ: {\displaystyle n\geq 0}

{\displaystyle n=\left\langle n|N|n\right\rangle =\left\langle n|a^{\dagger }a|n\right\rangle =\left\langle an|an\right\rangle =\left\|a\left|n\right\rangle \right\|^{2}\geq 0}
Die Ungleichung folgt aus der Tatsache, dass die Norm eines Vektors nicht-negativ ist.
- Der kleinste Eigenwert ist 0

Der Zustand {\displaystyle \left|0\right\rangle } ist ein Vektor im Hilbertraum und darf nicht mit dem Nullvektor verwechselt werden, sondern wird lediglich mit der Zahl 0 nummeriert.
{\displaystyle a^{\dagger }a\left|0\right\rangle =0\left|0\right\rangle =0}   und   {\displaystyle \left\langle 0|0\right\rangle =1}
Wegen {\displaystyle n\geq 0} muss gelten: {\displaystyle a\left|0\right\rangle =0}. Wendet man also auf den niedrigsten Zustand den Absteigeoperator an, so erhält man den Nullvektor. Dies lässt sich aber nicht umkehren: Durch Anwendung von {\displaystyle a^{\dagger }} auf den Nullvektor erhält man nicht den Grundzustand, sondern wieder den Nullvektor.
- Die Eigenwerte sind ganzzahlig: {\displaystyle n\in \mathbb {N} _{0}}

Angenommen die Eigenwerte wären nicht ganzzahlig, so ließen sich ausgehend von einem Eigenzustand durch mehrmalige Anwendung des Absteigeoperators Eigenzustände finden, die negative Eigenwerte besitzen. Dies ist aber ein Widerspruch zur Bedingung {\displaystyle n\geq 0}. Bei ganzzahligen Eigenwerten erreicht man irgendwann den Grundzustand und durch nochmaliges Anwenden den Nullvektor; ab hier bricht automatisch die Leiter ab.
- Ist {\displaystyle n} Eigenwert, dann auch {\displaystyle n+1}

{\displaystyle Na^{\dagger }\left|n\right\rangle =\left(a^{\dagger }N+[N,a^{\dagger }]\right)\left|n\right\rangle =\left(a^{\dagger }N+a^{\dagger }\right)\left|n\right\rangle =a^{\dagger }\left(N+1\right)\left|n\right\rangle =a^{\dagger }\left(n+1\right)\left|n\right\rangle =\left(n+1\right)a^{\dagger }\left|n\right\rangle }
Wenn {\displaystyle a^{\dagger }\left|n\right\rangle } ungleich dem Nullvektor ist, erhält man somit einen neuen Eigenwert {\displaystyle (n+1)}.
{\displaystyle a^{\dagger }\left|n\right\rangle } ist also Eigenzustand zu {\displaystyle N} mit Eigenwert {\displaystyle (n+1)} und somit proportional zu {\displaystyle \left|n+1\right\rangle }:
{\displaystyle a^{\dagger }\left|n\right\rangle =c_{n}^{+}\left|n+1\right\rangle }
- Ist {\displaystyle n>0} Eigenwert, dann auch {\displaystyle n-1}

{\displaystyle Na\left|n\right\rangle =\left(aN+\left[N,a\right]\right)\left|n\right\rangle =\left(aN-a\right)\left|n\right\rangle =a\left(N-1\right)\left|n\right\rangle =a\left(n-1\right)\left|n\right\rangle =\left(n-1\right)a\left|n\right\rangle }
Wenn {\displaystyle a\left|n\right\rangle } ungleich dem Nullvektor ist, erhält man somit einen neuen Eigenwert {\displaystyle (n-1)}.
{\displaystyle a^{\,}\left|n\right\rangle } ist also Eigenzustand zu {\displaystyle N} mit Eigenwert {\displaystyle (n-1)} und somit proportional zu {\displaystyle \left|n-1\right\rangle }:
{\displaystyle a\,\left|n\right\rangle =c_{n}^{-}\left|n-1\right\rangle }

## Bosonische Kletteroperatoren
Im bosonischen Fall erfüllen {\displaystyle a} und {\displaystyle a^{\dagger }} die Kommutator-Vertauschungsrelationen:
{\displaystyle [a,a^{\dagger }]=1\ ,\quad [a,a]=[a^{\dagger },a^{\dagger }]=0}
Somit
{\displaystyle a^{\dagger }\left|n\right\rangle ={\sqrt {n+1}}\left|n+1\right\rangle }
{\displaystyle a\,\left|n\right\rangle ={\sqrt {n}}\left|n-1\right\rangle }
Im bosonischen Fall können die Besetzungszahlen {\displaystyle n} beliebig groß werden: {\displaystyle n\in \mathbb {N} _{0}}.

### Details
- Zunächst ist zu prüfen, ob die obigen Voraussetzungen erfüllt werden (verwende die Kommutator-Produktregel):

{\displaystyle [N,a]=[a^{\dagger }a,a]=\underbrace {[a^{\dagger },a]} _{-1}a+a^{\dagger }\underbrace {[a,a]} _{0}=-a}
{\displaystyle [N,a^{\dagger }]=[a^{\dagger }a,a^{\dagger }]=\underbrace {[a^{\dagger },a^{\dagger }]} _{0}a+a^{\dagger }\underbrace {[a,a^{\dagger }]} _{1}=a^{\dagger }}
- Mit {\displaystyle a^{\dagger }} lässt sich der nächste über {\displaystyle \left|n\right\rangle } liegende Zustand konstruieren {\displaystyle a^{\dagger }\left|n\right\rangle =c\left|n+1\right\rangle }. Der Faktor {\displaystyle c} ergibt sich aus folgender Rechnung mit dem Kommutator {\displaystyle aa^{\dagger }-a^{\dagger }a=1}:

{\displaystyle \left|c\right|^{2}=\left\Vert c\left|n+1\right\rangle \right\Vert ^{2}=\left\Vert a^{\dagger }\left|n\right\rangle \right\Vert ^{2}=\left\langle a^{\dagger }n|a^{\dagger }n\right\rangle =\left\langle n|aa^{\dagger }|n\right\rangle =\left\langle n|a^{\dagger }a+1|n\right\rangle =\left\langle n|N+1|n\right\rangle =n+1}
{\displaystyle c={\sqrt {n+1}}e^{i\varphi }}, die Phase {\displaystyle \varphi } kann aber vernachlässigt werden, sodass {\displaystyle c={\sqrt {n+1}}}.
- Mit {\displaystyle a} lässt sich der unter {\displaystyle \left|n\right\rangle } liegende Zustand konstruieren {\displaystyle a\left|n\right\rangle =c\left|n-1\right\rangle }. Der Faktor {\displaystyle c} ergibt sich aus folgender Rechnung:

{\displaystyle \left|c\right|^{2}=\left\Vert c\left|n-1\right\rangle \right\Vert ^{2}=\left\Vert a\left|n\right\rangle \right\Vert ^{2}=\left\langle an|an\right\rangle =\left\langle n|a^{\dagger }a|n\right\rangle =\left\langle n|N|n\right\rangle =n\quad \Rightarrow \quad c={\sqrt {n}}}
- Alle Eigenzustände lassen sich vom Grundzustand ausgehend konstruieren:

{\displaystyle \left|n\right\rangle ={\frac {1}{\sqrt {n}}}a^{\dagger }\left|n-1\right\rangle ={\frac {1}{\sqrt {n!}}}\left(a^{\dagger }\right)^{n}\left|0\right\rangle \ ,\quad n\in \mathbb {N} _{0}}
Auf diese Weise erhält man einen vollständigen diskreten Satz von Eigenzuständen

## Fermionische Kletteroperatoren
Im fermionischen Fall erfüllen {\displaystyle \,a\,} und {\displaystyle a^{\dagger }} die Anti-Kommutator-Vertauschungsrelationen:
{\displaystyle \{a,a^{\dagger }\}=1\ ,\quad \{a,a\}=\{a^{\dagger },a^{\dagger }\}=0\quad \Rightarrow \quad a^{2}=a^{\dagger \,2}=0}
Somit
{\displaystyle a^{\dagger }\left|n\right\rangle =\left(1-n\right)\left|n+1\right\rangle }
{\displaystyle a\,\left|n\right\rangle =n\left|n-1\right\rangle }
Im fermionischen Fall können die Besetzungszahlen {\displaystyle n} nur die Werte 0 oder 1 annehmen.

### Details
- Mit {\displaystyle a\,a=0} und {\displaystyle a^{\dagger }a^{\dagger }=0} ist {\displaystyle N^{2}=N}:

{\displaystyle N^{2}=a^{\dagger }aa^{\dagger }a=a^{\dagger }(\underbrace {\{a,a^{\dagger }\}} _{1}-a^{\dagger }a)a=a^{\dagger }a-\underbrace {a^{\dagger }a^{\dagger }} _{0}\underbrace {aa} _{0}=a^{\dagger }a=N}
Der Besetzungszahloperator hat also nur die Eigenwerte 0 und 1 und die Eigenzustände {\displaystyle |0\rangle } und {\displaystyle |1\rangle }:
{\displaystyle n^{2}\left|n\right\rangle =N^{2}\left|n\right\rangle =N\left|n\right\rangle =n\left|n\right\rangle \quad \Rightarrow \quad n^{2}=n\quad \Rightarrow \quad n\in \{0,1\}}
- Zunächst ist zu prüfen, ob die obigen Voraussetzungen erfüllt werden (verwende die Kommutator-Produktregel):

{\displaystyle [N,a]=[a^{\dagger }a,a]=\underbrace {[a^{\dagger },a]} _{2a^{\dagger }a-\{a,a^{\dagger }\}}a+a^{\dagger }\underbrace {[a,a]} _{0}=2a^{\dagger }\underbrace {aa} _{0}-\underbrace {\{a,a^{\dagger }\}} _{1}a=-a}
{\displaystyle [N,a^{\dagger }]=[a^{\dagger }a,a^{\dagger }]=\underbrace {[a^{\dagger },a^{\dagger }]} _{0}a+a^{\dagger }\underbrace {[a,a^{\dagger }]} _{\{a,a^{\dagger }\}-2a^{\dagger }a}=a^{\dagger }\underbrace {\{a,a^{\dagger }\}} _{1}-2\underbrace {a^{\dagger }a^{\dagger }} _{0}a=a^{\dagger }}
- Mit {\displaystyle a^{\dagger }} lässt sich der nächste über {\displaystyle \left|n\right\rangle } liegende Zustand konstruieren {\displaystyle a^{\dagger }\left|n\right\rangle =c\left|n+1\right\rangle }. Der Faktor {\displaystyle c} ergibt sich aus folgender Rechnung mit dem Anti-Kommutator {\displaystyle aa^{\dagger }+a^{\dagger }a=1}:

{\displaystyle {\begin{aligned}&\left|c\right|^{2}=\left\Vert c\left|n+1\right\rangle \right\Vert ^{2}=\left\Vert a^{\dagger }\left|n\right\rangle \right\Vert ^{2}=\left\langle a^{\dagger }n|a^{\dagger }n\right\rangle =\left\langle n|aa^{\dagger }|n\right\rangle =\left\langle n|1-a^{\dagger }a|n\right\rangle =\left\langle n|1-N|n\right\rangle =1-n\\&\Rightarrow \quad c={\sqrt {1-n}}\end{aligned}}}
Da {\displaystyle n} nur 0 oder 1 sein kann, ist {\displaystyle c={\sqrt {1-n}}=1-n=\delta _{0,n}} (dabei ist {\displaystyle \delta _{i,j}} das Kronecker-Delta).
- Mit {\displaystyle a} lässt sich der unter {\displaystyle \left|n\right\rangle } liegende Zustand konstruieren {\displaystyle a\left|n\right\rangle =c\left|n-1\right\rangle }. Der Faktor {\displaystyle c} ergibt sich aus folgender Rechnung:

{\displaystyle \left|c\right|^{2}=\left\Vert c\left|n-1\right\rangle \right\Vert ^{2}=\left\Vert a\left|n\right\rangle \right\Vert ^{2}=\left\langle an|an\right\rangle =\left\langle n|a^{\dagger }a|n\right\rangle =\left\langle n|N|n\right\rangle =n\quad \Rightarrow \quad c={\sqrt {n}}}
Da {\displaystyle n} nur 0 oder 1 sein kann, ist {\displaystyle c={\sqrt {n}}=n=\delta _{1,n}}.
- Alle Eigenzustände lassen sich vom Grundzustand ausgehend konstruieren:

{\displaystyle \left|n\right\rangle ={\frac {1}{\sqrt {n}}}a^{\dagger }\left|n-1\right\rangle ={\frac {1}{\sqrt {n!}}}\left(a^{\dagger }\right)^{n}\left|0\right\rangle \ ,\quad n\in \{0,1\}}
Auf diese Weise erhält man einen vollständigen diskreten Satz von Eigenzuständen

## Beispiel für bosonische Kletteroperatoren: Harmonischer Oszillator
Der Hamiltonoperator {\displaystyle H} des harmonischen Oszillators lautet
{\displaystyle H={\frac {P^{2}}{2m}}+{\frac {m\omega ^{2}Q^{2}}{2}}}
{\displaystyle P} Impulsoperator, {\displaystyle Q} Ortsoperator, {\displaystyle m} Masse, {\displaystyle \omega } Eigenfrequenz
Im Folgenden ist die stationäre Schrödingergleichung zu lösen:
{\displaystyle H\left|n\right\rangle =E_{n}\left|n\right\rangle }
{\displaystyle E_{n}} Energieeigenwert, {\displaystyle \left|n\right\rangle } Energieeigenzustand

### Hamiltonoperator umformen
Der Hamiltonoperator lässt sich umformen:
{\displaystyle H={\frac {P^{2}}{2m}}+{\frac {m\omega ^{2}Q^{2}}{2}}=\hbar \omega \left({\frac {P^{2}}{2\hbar m\omega }}+{\frac {m\omega Q^{2}}{2\hbar }}\right)}
Es werden zwei neue Operatoren definiert:
{\displaystyle {\tilde {P}}:={\frac {P}{\sqrt {2\hbar m\omega }}}}   und   {\displaystyle {\tilde {Q}}:={\sqrt {\frac {m\omega }{2\hbar }}}Q}
Der Hamiltonoperator ausgedrückt mit den neuen Operatoren:
{\displaystyle H=\hbar \omega \left({\tilde {P}}^{2}+{\tilde {Q}}^{2}\right)}
Man versucht nun, den Inhalt der Klammer als Produkt zu schreiben, also ({\displaystyle i} ist die imaginäre Einheit)
{\displaystyle \left(u-iv\right)\left(u+iv\right)=u^{2}+v^{2}+iuv-ivu=u^{2}+v^{2}}
Da aber {\displaystyle u} und {\displaystyle v} Operatoren sind, die nicht vertauschen, gilt hier das letzte Gleichheitszeichen nicht.
Um zwei Operatoren miteinander zu vertauschen, ist der Kommutator vonnöten: {\displaystyle {\tilde {Q}}{\tilde {P}}={\tilde {P}}{\tilde {Q}}-\left[{\tilde {P}},{\tilde {Q}}\right]}
{\displaystyle {\begin{array}{rcl}H&=&\hbar \omega \left({\tilde {Q}}^{2}+{\tilde {P}}^{2}\right)\\&=&\hbar \omega \left({\tilde {Q}}^{2}+{\tilde {P}}^{2}+i\left[{\tilde {Q}},{\tilde {P}}\right]-i\left[{\tilde {Q}},{\tilde {P}}\right]\right)\\&=&\hbar \omega \left({\tilde {Q}}^{2}+{\tilde {P}}^{2}+i{\tilde {Q}}{\tilde {P}}-i{\tilde {P}}{\tilde {Q}}-i\left[{\tilde {Q}},{\tilde {P}}\right]\right)\\&=&\hbar \omega \left(({\tilde {Q}}-i{\tilde {P}})({\tilde {Q}}+i{\tilde {P}})-i\left[{\tilde {Q}},{\tilde {P}}\right]\right)\end{array}}}
Der Kommutator {\displaystyle \left[{\tilde {Q}},{\tilde {P}}\right]} kann auf den Kommutator der ursprünglichen Operatoren {\displaystyle Q} und {\displaystyle P} zurückgeführt werden:
{\displaystyle \left[{\tilde {Q}},{\tilde {P}}\right]={\sqrt {\frac {m\omega }{2\hbar }}}{\frac {1}{\sqrt {2\hbar m\omega }}}\underbrace {\left[Q,P\right]} _{i\hbar }={\frac {i}{2}}}
Der Hamiltonoperator sieht nun folgendermaßen aus:
{\displaystyle H=\hbar \omega \underbrace {\left({\tilde {Q}}-i{\tilde {P}}\right)} _{a^{\dagger }}\underbrace {\left({\tilde {Q}}+i{\tilde {P}}\right)} _{a}+{\frac {1}{2}}\hbar \omega }
Jetzt werden die beiden Leiteroperatoren definiert:
{\displaystyle a^{\dagger }:={\tilde {Q}}-i{\tilde {P}}}   Erzeugungsoperator
{\displaystyle a:={\tilde {Q}}+i{\tilde {P}}}   Vernichtungsoperator
Häufig werden sie auch als {\displaystyle a_{+}} und {\displaystyle a_{-}} geschrieben. Man beachte, dass die Leiteroperatoren nicht hermitesch sind, da {\displaystyle a\neq a^{\dagger }}.
Die Leiteroperatoren ausgedrückt durch Ortsoperator {\displaystyle Q} und Impulsoperator {\displaystyle P}:
{\displaystyle a^{\dagger }={\sqrt {\frac {m\omega }{2\hbar }}}\left(Q-{\frac {i}{m\omega }}P\right)}
{\displaystyle a={\sqrt {\frac {m\omega }{2\hbar }}}\left(Q+{\frac {i}{m\omega }}P\right)}
Umgekehrt ergibt sich für {\displaystyle Q} und {\displaystyle P}:
{\displaystyle Q={\sqrt {\frac {\hbar }{2m\omega }}}(a+a^{\dagger })}
{\displaystyle P={\frac {1}{i}}{\sqrt {\frac {m\omega \hbar }{2}}}(a-a^{\dagger })}
Mit den Leiteroperatoren schreibt sich der Hamiltonoperator:
{\displaystyle H=\hbar \omega \left(a^{\dagger }a+{\frac {1}{2}}\right)}

### Eigenschaften der Erzeuger und Vernichter
Zu bestimmen ist noch der Kommutator aus den beiden Leiteroperatoren:
{\displaystyle \left[a,a^{\dagger }\right]=aa^{\dagger }-a^{\dagger }a=\left({\tilde {Q}}+i{\tilde {P}}\right)\left({\tilde {Q}}-i{\tilde {P}}\right)-\left({\tilde {Q}}-i{\tilde {P}}\right)\left({\tilde {Q}}+i{\tilde {P}}\right)=2i\left({\tilde {P}}{\tilde {Q}}-{\tilde {Q}}{\tilde {P}}\right)=2i\underbrace {\left[{\tilde {P}},{\tilde {Q}}\right]} _{-i/2}=1}
Da außerdem {\displaystyle [a,a]=[a^{\dagger },a^{\dagger }]=0} gilt, handelt es sich bei den Kletteroperatoren des harmonischen Oszillators um bosonische Kletteroperatoren. Somit gelten alle obigen Eigenschaften für bosonische Kletteroperatoren.
Das Produkt {\displaystyle a^{\dagger }a} definiert den Besetzungszahloperator:
{\displaystyle N=a^{\dagger }a}

### Lösung des Eigenwertproblems
Der Hamiltonoperator lässt sich durch den Besetzungszahloperator ausdrücken:
{\displaystyle H=\hbar \omega \left(N+{\frac {1}{2}}\right)}
Das Eigenwertproblem {\displaystyle H\left|n\right\rangle =E_{n}\left|n\right\rangle } lässt sich auf die Eigenwertgleichung des Besetzungszahloperators {\displaystyle N\left|n\right\rangle =n\left|n\right\rangle } zurückführen.
{\displaystyle \hbar \omega \left(N+{\frac {1}{2}}\right)\left|n\right\rangle =E_{n}\left|n\right\rangle \quad ,\quad \hbar \omega \left(N+{\frac {1}{2}}\right)\left|n\right\rangle =\hbar \omega \left(n+{\frac {1}{2}}\right)\left|n\right\rangle }
Die Eigenzustände von {\displaystyle N} sind auch Eigenzustände von {\displaystyle H}, da {\displaystyle \left[H,N\right]=0}. Die Eigenwerte des Hamiltonoperators ergeben sich aus den Eigenwerten des Besetzungszahloperators {\displaystyle N}:
{\displaystyle E_{n}=\hbar \omega \left(n+{\frac {1}{2}}\right)}   und   {\displaystyle \left|n\right\rangle =\left|n\right\rangle }
Eine besonders wichtige Eigenschaft der Kletteroperatoren ist diese:
{\displaystyle a^{\dagger }\left|n\right\rangle ={\sqrt {n+1}}\left|n+1\right\rangle }
{\displaystyle a\,\left|n\right\rangle ={\sqrt {n}}\left|n-1\right\rangle }
Ist {\displaystyle \left|n\right\rangle } eine Lösung der Schrödingergleichung für die Energie {\displaystyle E_{n}}, so ist {\displaystyle a^{\dagger }\left|n\right\rangle } eine Lösung für die Energie {\displaystyle E_{n}+\hbar \omega } und {\displaystyle a\left|n\right\rangle } eine Lösung für die Energie {\displaystyle E_{n}-\hbar \omega }. Das bedeutet, dass man aus einer Lösung alle Lösungen erhalten kann, indem man einfach den Erzeugungs- oder Vernichtungsoperator auf diese Lösung anwendet. Dadurch wird eine neue Lösung für das benachbarte Energieniveau erzeugt, das um die Energie {\displaystyle \hbar \omega } verschoben ist.
Da der Besetzungszahloperator keine negativen Eigenwerte hat, können auch keine negativen Energieeigenwerte existieren. Es gibt also für die minimale Besetzungszahl {\displaystyle n=0} eine Lösung {\displaystyle |0\rangle }, die auf einem minimalen Energieniveau sitzt (Nullpunktenergie):
{\displaystyle E_{0}={\frac {1}{2}}\hbar \omega }
Im Zustand {\displaystyle \left|n\right\rangle } setzt sich die Energie {\displaystyle E_{n}=\hbar \omega (n+{\tfrac {1}{2}})} zusammen aus der Nullpunktenergie {\displaystyle \hbar \omega /2} und {\displaystyle n} Energiequanten der Größe {\displaystyle \hbar \omega }. Die Wirkung von {\displaystyle a^{\dagger }} überführt das System in einen Zustand mit der um {\displaystyle \hbar \omega } erhöhten Energie. Dies kann man als Erzeugung eines zusätzlichen Energiequants interpretieren, was den Namen Erzeugungsoperator verständlich macht. Analog überführt der Operator {\displaystyle a} das System in einen um ein Energiequant reduzierten Zustand. Es wird also ein Energiequant vernichtet, deswegen Vernichtungsoperator. Die Eigenwerte des Operators {\displaystyle N} geben an, wie viele Energiequanten in einem Eigenzustand angeregt sind. Die Besetzung eines Zustandes mit {\displaystyle n} Energiequanten erklärt den Namen Besetzungszahloperator.

### Eigenfunktionen in Ortsdarstellung
Wendet man also auf den niedrigsten Zustand den Absteigeoperator an, so erhält man den Nullvektor {\displaystyle a\left|0\right\rangle =0}. Dies lässt sich aber nicht umkehren: Durch Anwendung von {\displaystyle a^{\dagger }} auf den Nullvektor erhält man nicht den Grundzustand, sondern wieder den Nullvektor {\displaystyle a^{\dagger }a\left|0\right\rangle =0}. Dies liefert eine Gleichung für den Grundzustand:
{\displaystyle 0=a\left|0\right\rangle =\left({\tilde {Q}}+i{\tilde {P}}\right)\left|0\right\rangle =\left({\sqrt {\frac {m\omega }{2\hbar }}}Q+i{\frac {P}{\sqrt {2\hbar m\omega }}}\right)\left|0\right\rangle }
In der Ortsdarstellung kann man obige Operatorgleichung als Differentialgleichung darstellen und lösen: {\displaystyle \langle x|P|x\rangle =-i\hbar {\frac {\mathrm {d} }{\mathrm {d} x}}} und {\displaystyle \langle x|Q|x\rangle =x}
{\displaystyle \left({\sqrt {\frac {m\omega }{2\hbar }}}x+{\sqrt {\frac {\hbar }{2m\omega }}}{\frac {\mathrm {d} }{\mathrm {d} x}}\right)\langle x|0\rangle =0}   liefert normiert   {\displaystyle \langle x|0\rangle =\left({\frac {m\omega }{\pi \hbar }}\right)^{\frac {1}{4}}\exp \left(-{\frac {m\omega }{2\hbar }}x^{2}\right)}
Durch Anwendung des Aufsteigeoperators auf die Lösung des Grundzustands erhält man alle höheren Eigenfunktionen:
{\displaystyle \left|n\right\rangle ={\frac {1}{\sqrt {n}}}a^{\dagger }\left|n-1\right\rangle ={\frac {1}{\sqrt {n!}}}(a^{\dagger })^{n}\left|0\right\rangle }
In Ortsdarstellung erhält man somit:
{\displaystyle \langle x|n\rangle ={\frac {1}{\sqrt {n!}}}\left({\sqrt {\frac {m\omega }{2\hbar }}}x-{\sqrt {\frac {\hbar }{2m\omega }}}{\frac {\mathrm {d} }{\mathrm {d} x}}\right)^{n}\langle x|0\rangle }

## Matrixdarstellung bosonischer Kletteroperatoren
Die Eigenzustände des Besetzungszahloperators {\displaystyle \left|n\right\rangle } bilden ein vollständiges Orthonormalsystem. Mit Hilfe dieser Hilbertraumbasis soll nun eine Matrixdarstellung der Leiteroperatoren ermittelt werden. Man beachte, dass hier alle Indizes von 0 (nicht von 1) bis unendlich laufen. Die Eigenzustände lassen sich als Vektoren darstellen:
{\displaystyle \left|0\right\rangle =\left({\begin{matrix}1\\0\\0\\0\\\vdots \\\end{matrix}}\right),\quad \left|1\right\rangle =\left({\begin{matrix}0\\1\\0\\0\\\vdots \\\end{matrix}}\right),\quad \left|2\right\rangle =\left({\begin{matrix}0\\0\\1\\0\\\vdots \\\end{matrix}}\right)}    usw.
Die Vollständigkeit dieser Basis liefert eine Darstellung des Einheitsoperators:
{\displaystyle \sum \limits _{n=0}^{\infty }{\left|n\right\rangle \left\langle n\right|}=1}

### Erzeugungsoperator
Vor und nach dem Erzeugungsoperator wird eine 1 (Einheitsoperator) eingeschoben:
{\displaystyle a^{\dagger }=\sum \limits _{m,n=0}^{\infty }{\left|m\right\rangle \underbrace {\left\langle m\right|a^{\dagger }\left|n\right\rangle } _{a_{mn}^{\dagger }}\left\langle n\right|}}
Das Matrixelement berechnet sich zu
{\displaystyle a_{mn}^{\dagger }=\left\langle m\right|a^{\dagger }\left|n\right\rangle ={\sqrt {n+1}}\left\langle m|n+1\right\rangle ={\sqrt {n+1}}\ \delta _{m,n+1}}
Der Erzeugungsoperator dargestellt durch die Basisvektoren
{\displaystyle a^{\dagger }=\sum \limits _{n=0}^{\infty }{\left|n+1\right\rangle {\sqrt {n+1}}\left\langle n\right|}}
Somit ergibt sich die Matrixdarstellung des Erzeugungsoperators  bzgl. der Besetzungseigenbasis (alle nicht angegebenen Elemente sind gleich 0):
{\displaystyle a^{\dagger }=\left({\begin{matrix}0&{}&{}&{}&{}\\{\sqrt {1}}&0&{}&{}&{}\\{}&{\sqrt {2}}&0&{}&{}\\{}&{}&{\sqrt {3}}&0&{}\\{}&{}&{}&\ddots &\ddots \\\end{matrix}}\right)}

### Vernichtungsoperator
Durch analoge Rechnung erhält man für den Vernichtungsoperator:
{\displaystyle a=\sum \limits _{m,n=0}^{\infty }{\left|m\right\rangle \underbrace {\left\langle m\right|a\left|n\right\rangle } _{a_{mn}}\left\langle n\right|}=\sum \limits _{m,n=0}^{\infty }{\left|m\right\rangle {\sqrt {n}}\ \delta _{m+1,n}\left\langle n\right|}=\sum \limits _{n=0}^{\infty }{\left|n\right\rangle {\sqrt {n+1}}\ \left\langle n+1\right|}}
Dabei wurde das Matrixelement schon eingesetzt:
{\displaystyle a_{mn}=\left\langle m\right|a\left|n\right\rangle ={\sqrt {n}}\left\langle m|n-1\right\rangle ={\sqrt {n}}\ \delta _{m,n-1}={\sqrt {n}}\ \delta _{m+1,n}}
Matrixdarstellung des Vernichtungsoperators bzgl. der Besetzungseigenbasis:
{\displaystyle a=\left({\begin{matrix}0&{\sqrt {1}}&{}&{}&{}\\{}&0&{\sqrt {2}}&{}&{}\\{}&{}&0&{\sqrt {3}}&{}\\{}&{}&{}&0&\ddots \\{}&{}&{}&{}&\ddots \\\end{matrix}}\right)}
Man erkennt, dass die Matrix {\displaystyle a^{\dagger }} genau die Transponierte von {\displaystyle a} ist. Dies ist verständlich, da die beiden Operatoren zueinander adjungiert (= transponiert + komplex konjugiert) sind.

### Einfaches Beispiel
Beispiele mit Orthonormalbasen {\displaystyle \left|0\right\rangle ={\begin{pmatrix}1\\0\\0\\\vdots \end{pmatrix}},\ \left|1\right\rangle ={\begin{pmatrix}0\\1\\0\\\vdots \end{pmatrix}},\ \ldots } Matrixformen von {\displaystyle a} und {\displaystyle a^{\dagger }}
{\displaystyle a={\begin{pmatrix}0&{\sqrt {1}}&0&\ldots \\0&0&{\sqrt {2}}&\ldots \\0&0&0&\ldots \\\vdots &\vdots &\vdots &\ddots \end{pmatrix}}}
{\displaystyle a^{\dagger }={\begin{pmatrix}0&0&0&\ldots \\{\sqrt {1}}&0&0&\ldots \\0&{\sqrt {2}}&0&\ldots \\\vdots &\vdots &\vdots &\ddots \end{pmatrix}}}
{\displaystyle a\left|1\right\rangle ={\begin{pmatrix}0&{\sqrt {1}}&0&\ldots \\0&0&{\sqrt {2}}&\ldots \\0&0&0&\ldots \\\vdots &\vdots &\vdots &\ddots \end{pmatrix}}{\begin{pmatrix}0\\1\\0\\\vdots \end{pmatrix}}={\begin{pmatrix}1\\0\\0\\\vdots \end{pmatrix}}=\left|0\right\rangle }
{\displaystyle a^{\dagger }\left|0\right\rangle ={\begin{pmatrix}0&0&0&\ldots \\{\sqrt {1}}&0&0&\ldots \\0&{\sqrt {2}}&0&\ldots \\\vdots &\vdots &\vdots &\ddots \end{pmatrix}}{\begin{pmatrix}1\\0\\0\\\vdots \end{pmatrix}}={\begin{pmatrix}0\\1\\0\\\vdots \end{pmatrix}}=\left|1\right\rangle }
(gleiches gilt für die duale Darstellung)

### Besetzungszahloperator
Matrixelement des Besetzungszahloperators bzgl. der Besetzungseigenbasis:
{\displaystyle N_{mn}=\left\langle m\right|N\left|n\right\rangle =n\left\langle m|n\right\rangle =n\ \delta _{m,n}}
alternativ mit den Leiteroperatoren:
{\displaystyle N_{mn}=\sum \limits _{k=0}^{\infty }{a_{mk}^{\dagger }a_{kn}}=\sum \limits _{k=0}^{\infty }{\underbrace {{\sqrt {k+1}}\ \delta _{m,k+1}} _{a_{mk}^{\dagger }}\underbrace {{\sqrt {n}}\ \delta _{k+1,n}} _{a_{kn}}}=n\ \delta _{m,n}}
Matrixdarstellung des Besetzungszahloperators bzgl. der Besetzungseigenbasis:
{\displaystyle N=\left({\begin{matrix}0&{}&{}&{}\\{}&1&{}&{}\\{}&{}&2&{}\\{}&{}&{}&\ddots \\\end{matrix}}\right)}

### Hamiltonoperator des harmonischen Oszillators
Matrixelement des Hamiltonoperators für den harmonischen Oszillator bzgl. der Besetzungseigenbasis bzw. der Energieeigenbasis:
{\displaystyle H_{mn}=\left\langle m\right|H\left|n\right\rangle =\left\langle m\right|\hbar \omega \left(N+{\frac {1}{2}}\right)\left|n\right\rangle =\hbar \omega \left(n+{\frac {1}{2}}\right)\left\langle m|n\right\rangle =\hbar \omega \left(n+{\frac {1}{2}}\right)\delta _{m,n}}
Matrixdarstellung des Hamiltonoperators für den harmonischen Oszillator bzgl. der Besetzungseigenbasis bzw. der Energieeigenbasis:
{\displaystyle H=\hbar \omega \left({\begin{matrix}{\frac {1}{2}}&{}&{}&{}\\{}&1+{\frac {1}{2}}&{}&{}\\{}&{}&2+{\frac {1}{2}}&{}\\{}&{}&{}&\ddots \\\end{matrix}}\right)}
Da die Operatoren {\displaystyle N} und {\displaystyle H} hermitesch sind, folgt, dass die zugehörigen Matrizen bzgl. der Eigenbasen symmetrisch sind.

## Eigenzustände bosonischer Kletteroperatoren („kohärente Zustände“)
Die Eigenzustände des Vernichtungsoperators sind die kohärenten Zustände {\displaystyle \left|\alpha \right\rangle }. Der Vernichtungsoperator {\displaystyle {\hat {a}}}  (zur Verdeutlichung sind die {\displaystyle {\hat {}}}-Symbole für die Operatoren hier explizit wieder eingeführt) erfüllt folgende Eigenwertgleichung:
{\displaystyle {\hat {a}}\left|\alpha \right\rangle =\alpha \left|\alpha \right\rangle }
Für den Erzeugungsoperator ergibt sich daraus, mit einem Linkseigenzustand (Bra-Eigenzustand):
{\displaystyle \left\langle \alpha \right|{\hat {a}}^{\dagger }=\alpha ^{*}\left\langle \alpha \right|}
Der Vernichtungsoperator {\displaystyle {\hat {a}}} kann also –  im Gegensatz zum Erzeugungsoperator {\displaystyle {\hat {a}}^{\dagger }} – Rechtseigenzustände (Ket-Eigenzustände) besitzen. Der Erzeugungsoperator erhöht die minimale Teilchenzahl eines Zustandes im Fockraum um eins; der damit entstandene Zustand kann also nicht der ursprüngliche sein. Dagegen verringert der Vernichtungsoperator die maximale Teilchenzahl um eins; da ein Zustand im Fockraum aber Komponenten aller Teilchenzahlen (auch beliebig hoher Teilchenzahlen) beinhalten kann, ist damit nicht verboten, dass {\displaystyle {\hat {a}}} Eigenzustände besitzt. Dies sind die kohärenten Zustände:
Der „kohärente Zustand“ {\displaystyle |\alpha \rangle } ergibt sich als bestimmte Linearkombination  aller Zustände fester Teilchenzahl {\displaystyle |n\rangle \,,} und zwar nach der Formel:
{\displaystyle \left|\alpha \right\rangle :=e^{-{\frac {\left|\alpha \right|^{2}}{2}}}\sum \limits _{n=0}^{\infty }{\frac {\alpha ^{n}}{\sqrt {n!}}}\left|n\right\rangle =e^{-{\frac {\left|\alpha \right|^{2}}{2}}}\sum \limits _{n=0}^{\infty }{\frac {\alpha ^{n}}{\sqrt {n!}}}{\frac {\left({\hat {a}}^{\dagger }\right)^{n}}{\sqrt {n!}}}\left|0\right\rangle =e^{-{\frac {\left|\alpha \right|^{2}}{2}}}e^{\alpha {\hat {a}}^{\dagger }}\left|0\right\rangle }
Dieser Zustand ist also Eigenzustand des Vernichtungsoperators, und zwar zum Eigenwert {\displaystyle \alpha \,,} während der zugehörige Erzeugungsoperator nur Links-Eigenzustände besitzt. Dabei ist {\displaystyle \alpha } eine nichtverschwindende komplexe Zahl, die den kohärenten Zustand vollständig definiert und auch explizit von der Zeit abhängen darf.  {\displaystyle \left|\alpha \right|^{2}} ist der Erwartungswert der Besetzungszahl des kohärenten Zustandes.
Kohärente Zustände haben (wie der Grundzustand des Harmonischen Oszillators) minimale Unschärfe und bleiben bei Zeitentwicklung kohärent. Mit ihnen lässt sich die – im Allgemeinen explizit zeitabhängige – elektromagnetische Welle einer Laser-Mode am besten beschreiben (sog. Glauber-Zustände).

## Erzeugungs- und Vernichtungsoperatoren in Quantenfeldtheorien
In Quantenfeldtheorie und Vielteilchenphysik verwendet man Ausdrücke der Form {\displaystyle \gamma _{i}a_{i}^{\pm }\,,} wobei die {\displaystyle \gamma _{i}} komplexe Zahlen sind, während die {\displaystyle a_{i}^{\pm }} Erzeugungs- bzw. Vernichtungsoperatoren darstellen: Diese erhöhen bzw. vermindern die Eigenwerte des Anzahloperators {\displaystyle \sum a_{i}^{+}a_{i}^{-}} um 1, analog zum harmonischen Oszillator. Die Indizes {\displaystyle i} berücksichtigen die Freiheitsgrade der Raumzeit und haben i.a. mehrere Komponenten. Wenn die Erzeuger und Vernichter von einer kontinuierlichen Variable abhängen, statt von diskreten Quantenzahlen, schreibt man sie auch als Feldoperatoren {\displaystyle \phi ({\vec {x}})}, {\displaystyle \phi ^{+}({\vec {x}})}. Die Anzahloperatoren {\displaystyle n_{i}=a_{i}^{+}a_{i}^{-}} sind selbstadjungiert („hermitesch“) und nehmen alle nicht-negativen ganzzahligen Werte an: {\displaystyle n_{i}\in \{0,\,\,1,\,\,2,\,\,\dots \}\,.} 
Die nichttrivialen Vertauschungsrelationen sind schließlich, wie beim harmonischen Oszillator: {\displaystyle [a_{i}^{-},a_{j}^{+}]:=a_{i}^{-}a_{j}^{+}-a_{j}^{+}a_{i}^{-}=\delta _{ij}\,,} wobei [.,.] die sog. Kommutatorklammer darstellt, während {\displaystyle \delta _{ij}} das Kroneckerdelta ist.
Das oben gesagte gilt für Bosonen, wogegen man für Fermionen den Kommutator durch den Antikommutator ersetzen muss, {\displaystyle \{a_{i}^{-},a_{j}^{+}\}:=a_{i}^{-}a_{j}^{+}+a_{j}^{+}a_{i}^{-}=\delta _{ij}\,.} Als Konsequenz gilt im fermionischen Fall, dass die Anzahloperatoren {\displaystyle n_{i}=a_{i}^{+}a_{i}^{-}} nur die Eigenwerte 0 und 1 haben.

### Bezug zu Diagrammtechniken
Konkrete Rechnungen unter Verwendung der Erzeugungs- bzw. Vernichtungsoperatoren kann man in der Regel durch Diagrammtechniken unterstützen (→ Feynman-Diagramme). So kann man z. B. Dreiteilchen-Wechselwirkungen der Form {\displaystyle \gamma _{1,2;3}\,a_{1}^{-}a_{2}^{-}a_{3}^{+}} durch drei Linien veranschaulichen, von denen die ersten zwei  in einen Vertex einlaufen und dort „vernichtet“ werden, während eine dritte Linie an diesem Vertex „erzeugt“ wird und von ihm ausläuft. Dabei sind in den zugehörigen Regeln Energie- und Impulssatz explizit zu berücksichtigen.
Der angegebene Term, der einen sog. „Konfluenzprozess“ beschreibt, hat bei tiefen Temperaturen i. A. geringere Wahrscheinlichkeit, {\displaystyle \propto |\gamma _{1,\,2;\,3}|^{2}\cdot \{\langle n_{1}\rangle \,\langle n_{2}\rangle \,(1+\langle n_{3}\rangle \}\,,} als der inverse sog. „Splitting-Prozess“, der zum adjungierten Term, {\displaystyle \gamma _{1,2;3}^{*}\,a_{3}^{-}a_{2}^{+}a_{1}^{+}\,,} gehört. Denn zu jedem Erzeugungsoperator {\displaystyle a_{i}^{+}} korrespondiert, analog zum harmonischen Oszillator, die Übergangsrate {\displaystyle \propto |\gamma _{\,i,\dots }^{*}|^{2}\cdot (1+\langle n_{i}\rangle )}, während beim zugehörigen Vernichtungsoperator  der Term {\displaystyle \propto 1} fehlt. Auf diese Weise sind bei tiefen Temperaturen die letztgenannten Terme in der Regel wichtiger als die erstgenannten.

## Belege
1. ↑  Siehe das Kapitel über zeitabhängige Störungsrechnung in den meisten Standardlehrbüchern der Quantenmechanik II
2. ↑  Siehe z. B. Hermann Haken: Quantenfeldtheorie des Festkörpers, Teubner 1973, ISBN 3-519-03025-X